# Enéada
Enéada (del griego Ἐννεάς, que significa "los nueve"), la antigua denominación en idioma griego de la palabra egipcia Pesedyet. La palabra se usa para denominar al conjunto de nueve dioses que conformaban la cosmogonía de Heliópolis, creada por los sacerdotes de esta ciudad. Formaban parte de ella: Atum, Shu, Tefnut, Nut, Geb, Isis, Osiris, Neftis y Seth.

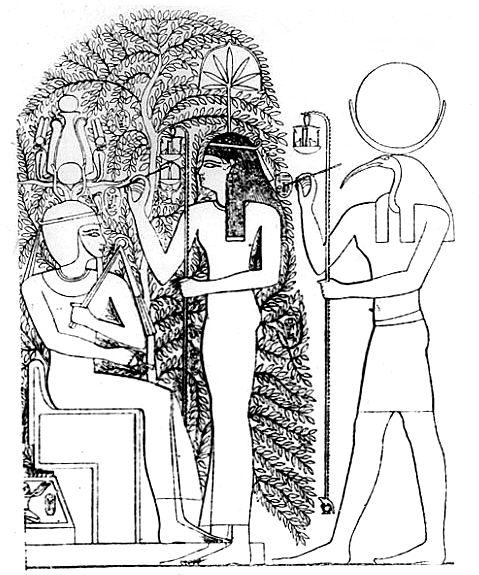
Tríada de Heliópolis. Ramesseum.

Los egipcios tuvieron una gran tendencia a las agrupaciones familiares de sus dioses, primero por parejas, representando la fuerza creadora mediante un principio femenino y otro masculino. Tras la reunificación, cada ciudad luchaba por la preeminencia de su dios, colocándolo a la cabeza de un mito de creación, a la cabeza de agrupaciones familiares: las parejas pasaron a tríadas o grupos mayores, hasta llegar a formar Enéadas, compuestas casi siempre por nueve divinidades relacionadas entre sí. La más importante de todas estas cosmogonías era la más antigua: la versión creada por los sacerdotes de Ra de la ciudad de Heliópolis. Todas las cosmogonías locales eran aceptadas, y todas tenían una base común:
- El Océano Primordial (Nun), dónde se encuentra el potencial de vida y de dónde nacerán los dioses en clara analogía con el Nilo como dador de vida.
- La Colina primigenia, dónde se originó la vida, representada por las tierras que quedaban al descubierto tras las crecidas, lugares fertilizados donde la vida resurgía cíclicamente.
- El Sol, dios creador, causante del nacimiento y desarrollo de los seres vivos,
- Los fenómenos naturales, personificados en diversos dioses.

## Cosmogonía Heliopolitana

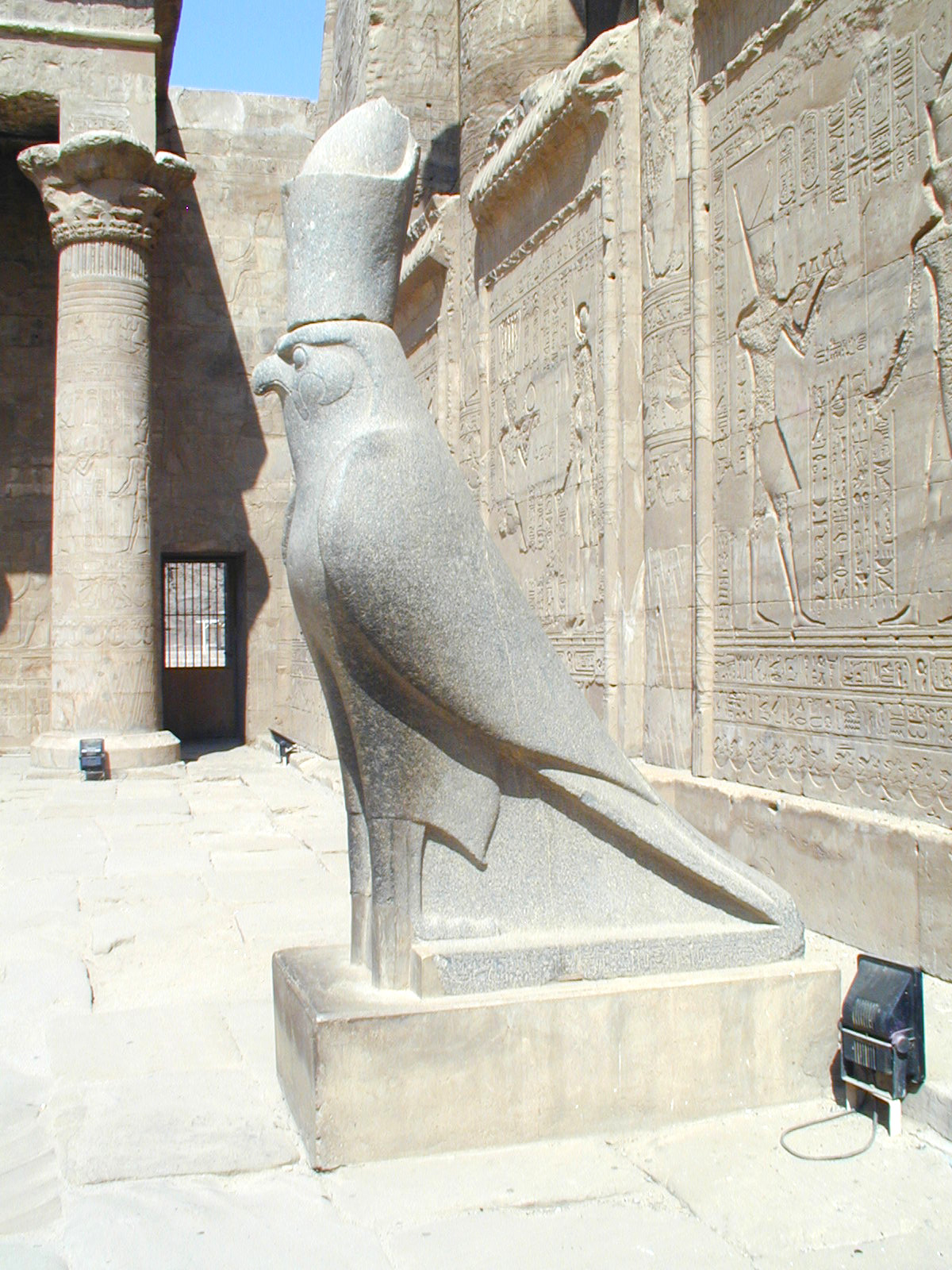
Estatua de Horus en su templo de Edfu.

Para entender la cosmogonía, es necesario hablar de Horus, el dios con forma de halcón, adorado en diversos lugares y que se asimila al Sol a partir de Nagada II, y es representado por el faraón, de tal modo que el nombre más antiguo del rey sea precisamente el nombre de Horus, documentado desde el rey Horus Escorpión hasta la conquista romana. La mayor influencia del clero de Ra en Heliópolis hace que se confunda con el dios solar, tomando los faraones el nombre de Sa-Ra "Hijo de Ra" desde la dinastía V, y la extendida devoción de los egipcios por Osiris hace que el rey se convierta en él al morir. 
En la Enéada podemos distinguir tres principios que forman la creación en sí misma:
- Principio creador: Vida Cósmica: Atum-Ra, Shu, Tefnut.
- Cosmos ordenado: Vida de la Naturaleza: Geb, Nut.
- Orden político: Vida del Hombre: Osíris, Isis, Seth, Neftis, (Y Horus).

Cuando el mundo aún no existía, todo estaba fundido en un océano caótico, Nun, donde se encontraba Atum (el Sol) diluido, hasta que tomó conciencia de sí mismo y gritó, surgiendo Ra, cuyos títulos hablan de su autosuficiencia: "El que se creó a sí mismo", "El gran Él y Ella", y hace emerger una colina "La Colina Primordial", la primera materia sólida dónde crea y coloca toda su obra: crea el principio masculino y el femenino que para los egipcios son el símbolo de la creación y la generación, formado por el aire, Shu, y la humedad, Tefnut, antepasados del resto de los dioses. De esta primera pareja, nacen Nut "la bóveda celeste", y Geb "la Tierra". 
Ra había prohibido la unión de Nut y Geb, por lo que les castigó por su desobediencia mandando a Shu que los separara. De este modo, Geb tumbado, Nut arqueada sobre él y Shu entre ambos permiten la aparición del espacio necesario para el mundo que conocemos con todos los seres vivientes, incluida la humanidad que nace de las lágrimas de Atum. También los maldijo ordenando que no nacieran hijos ningún mes del año, por lo que Osiris, Isis, Seth y Neftis crecen dentro de ella e incluso Isis da a luz a Horus en su vientre. El dios Thot intercedió por ellos y robó a la luna los cinco días epagómenos (añadidos al año) para que los cinco nacieran: Osíris, Rey del Más Allá, Isis, Trono de Egipto, su hijo Horus, Rey de Egipto, Seth, El caos, el desierto, y Neftis, la noche, la muerte. Seth y Neftis no tuvieron hijos, pero ella concibió con Osiris a Anubis, encargado de acompañar a los muertos al más allá.
En esta teoría no aparecen dioses locales hasta el nacimiento de los hijos de Nut y Geb. Los dioses cósmicos, Atum, Shu, Tefnut, Nut y Geb no tienen templos, ni fiestas, aunque Nut y Geb son representados en tumbas y templos de otros dioses, mientras que Osiris, Isis, Seth y Neftis tenían numerosos templos y se celebraban sus fiestas durante los cinco días epagómenos, al finalizar el año.

## Galería

Atum
Shu
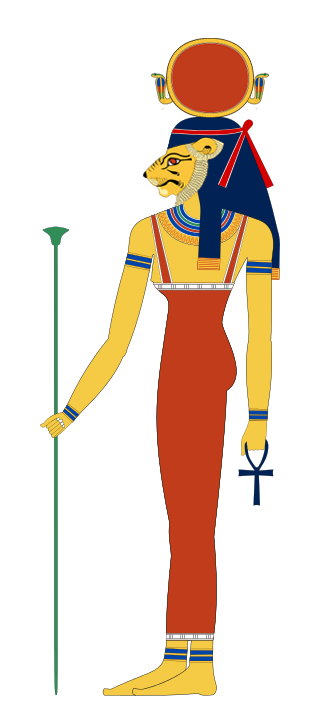
Tefnut
Geb
Nut
Osiris
Isis
Set
Neftis
Horus